# 籠田町 (岡崎市)
籠田町（かごだちょう）は愛知県岡崎市の町名。丁番を持たない単独町名である。

## 地理
岡崎市の西部に位置し、中心街の一角に相応する。

### 番地
| - 1 - 3 - 5 - 6 - 7 - 8 - 11 - 12 - 13 - 14 | - 15 - 16 - 17 - 19 - 20 - 21 - 24 - 26 - 29 - 32 | - 33 - 34 - 35 - 36 - 37 - 39 - 40 - 45 - 48 - 49 | - 50 - 51 - 52 - 53 - 54 - 55 - 56 - 57 - 58 - 60 |

## 世帯数と人口
2019年（令和元年）5月1日現在の世帯数と人口は以下の通りである。
| 町丁   | 世帯数 | 人口 |
| ------ | ------ | ---- |
| 籠田町 | 47世帯 | 82人 |

### 人口の変遷
国勢調査による人口の推移
| 1995年（平成7年）  | 127人 | [ 5 ] |  |
| 2000年（平成12年） | 126人 | [ 6 ] |  |
| 2005年（平成17年） | 119人 | [ 7 ] |  |
| 2010年（平成22年） | 100人 | [ 8 ] |  |
| 2015年（平成27年） | 105人 | [ 9 ] |  |

## 小・中学校の学区
市立小・中学校に通う場合、学区は以下の通りとなる。
| 番・番地等 | 小学校             | 中学校             |
| ---------- | ------------------ | ------------------ |
| 全域       | 岡崎市立梅園小学校 | 岡崎市立甲山中学校 |

## 歴史
額田郡岡崎籠田町を前身とする。
1889年（明治22年）10月1日 - 町村制施行に伴い、岡崎横町・岡崎亀井町・岡崎久右衛門町・岡崎魚町・岡崎康生町・岡崎材木町・岡崎十王町・岡崎松本町・岡崎上肴町・岡崎伝馬町・岡崎田町・岡崎唐沢町・岡崎島町・岡崎投町・岡崎能見町・岡崎八幡町・岡崎板屋町・岡崎福寿町・岡崎門前町・岡崎祐金町・岡崎裏町・岡崎両町・岡崎連尺町・岡崎六地蔵町・岡崎籠田町・菅生村・中村・梅園村・八帖村・六供村が合併して岡崎町となり消滅した。

## 籠田公園の整備
籠田公園は1957年（昭和32年）4月2日に開設された。
1958年（昭和33年）4月10日、岡崎市戦災復興事業完成記念式典が挙行。「戦災復興之碑」が公園南側に建立された。
1960年（昭和35年）度に北側に初代ステージが設置される。
1979年（昭和54年）から「篭田公園地下駐車場」整備工事が始まる。1981年（昭和56年）4月3日、地下駐車場オープン。この駐車場整備にあわせて、同年、北側に新しい野外ステージが建てられた。ステージの整備費用は4,779万円。また、ローラースケート場も設置された。
2011年（平成23年）8月27日、市とNPO法人「岡崎都心再生協議会」が共催し、市民ら160人が協力して芝生マット4千枚を敷き詰めた。以後、2015年（平成27年）まで毎年、ボランティアの協力の下、砂地に芝の苗を植えて緑化を進める「籠田公園緑化プロジェクト」が行われた。2013年度の予算は260万円で、苗などの諸費用は県の補助金「あいち森と緑づくり税」から充てられた。
乙川リバーフロントQURUWA戦略地区整備計画の一環として、2018年（平成30年）8月から全面的な公園の改修工事が開始される。設計は東京都港区のオンサイト計画設計事務所。
ところが同年9月、地下駐車場建設やそれに伴う公園整備の遺物と見られる埋設物が大量に発見された。さらに10月、コンクリート層が園路全体の約2,500平方メートルに広がっていることが判明。このコンクリート層は、公園の地下に駐車場を建設したため、地盤強化を目的したものとの推測がなされた。撤去のため完成予定日は当初の2019年（平成31年）3月29日から同年7月26日に延長された。工事契約の費用は当初は3億6,504万円だったが、撤去費用の4,102万円が増額された。総事業費は約5億4,000万円の見通し。 
2019年（令和元年）7月5日、市はリニューアルオープンする籠田公園の利活用を調べるため、8月17日から10月27日まで、各種イベントや販売などを行う事業者に公園使用料や電気料金などを無料で貸し出すと発表した。7月26日、改修工事完了。

## 交通
道路
- 都市計画道路伝馬町線（伝馬通り）[26]
- 連尺通り
- 石屋町通り
- 総門通り
- 市民会館前通り

## ギャラリー
- 岡崎市戦災復興事業完成記念式典（1958年4月10日）
- 交通安全音楽大パレード（1979年4月14日）[27]
- 整備前の籠田公園（2018年4月）
- 整備前の籠田公園（2018年7月）
- 建設中の籠田公園（2019年5月）
- 新しくなった籠田公園（2019年8月）
- 新しくなった籠田公園（2019年11月）
- 新しくなった籠田公園（2021年3月）
- 籠田公園のステージ
- 中央緑道（2021年4月）
- 総門通り

## その他

### 日本郵便
- 郵便番号 : 444-0041[3]（集配局：岡崎郵便局[28]）。

## 参考資料
- 「角川日本地名大辞典」編纂委員会 編『角川日本地名大辞典 23 愛知県』角川書店、1989年3月8日。ISBN 4-04-001230-5。
- 有限会社平凡社地方資料センター 編『日本歴史地名体系第23巻 愛知県の地名』平凡社、1981年。ISBN 4-582-49023-9。